# Adam Pierre Pinterel de Louverny
Adam Pierre Pinterel de Louverny est un homme politique français né le 22 octobre 1742 à Château-Thierry (Aisne) et décédé le 15 septembre 1810 au même lieu.
Lieutenant général du bailliage de Château-Thierry, il est député du tiers état aux États généraux de 1789 et vote avec la majorité. Il est ensuite juge au tribunal de district puis président. En 1800, il est nommé président du tribunal civil de Château-Thierry.

## Sources
- « Adam Pierre Pinterel de Louverny », dans Adolphe Robert et Gaston Cougny, Dictionnaire des parlementaires français, Edgar Bourloton, 1889-1891 [détail de l’édition]